# Будзинь (Великопольське воєводство)
Будзинь (пол. Budzyń, нім. Budsin) — місто в Польщі, у гміні Будзинь Ходзезького повіту Великопольського воєводства.
Міські права отримав до 1458 року. 1934 року втратив міські права.
Населення — 4333 особи (2011).
У 1975-1998 роках село належало до Пільського воєводства.
1 січня 2021 року відбулося поновленя міських прав.

## Історія
Перша відома згадка про Будзинь датована 1450 роком

## Демографія
Демографічна структура станом на 31 березня 2011 року:
|          | Загалом | Допрацездатний вік | Працездатний вік | Постпрацездатний вік |
| -------- | ------- | ------------------ | ---------------- | -------------------- |
| Чоловіки | 2151    | 505                | 1498             | 148                  |
| Жінки    | 2182    | 435                | 1374             | 373                  |
| Разом    | 4333    | 940                | 2872             | 521                  |